# Ефросинья Фёдорова

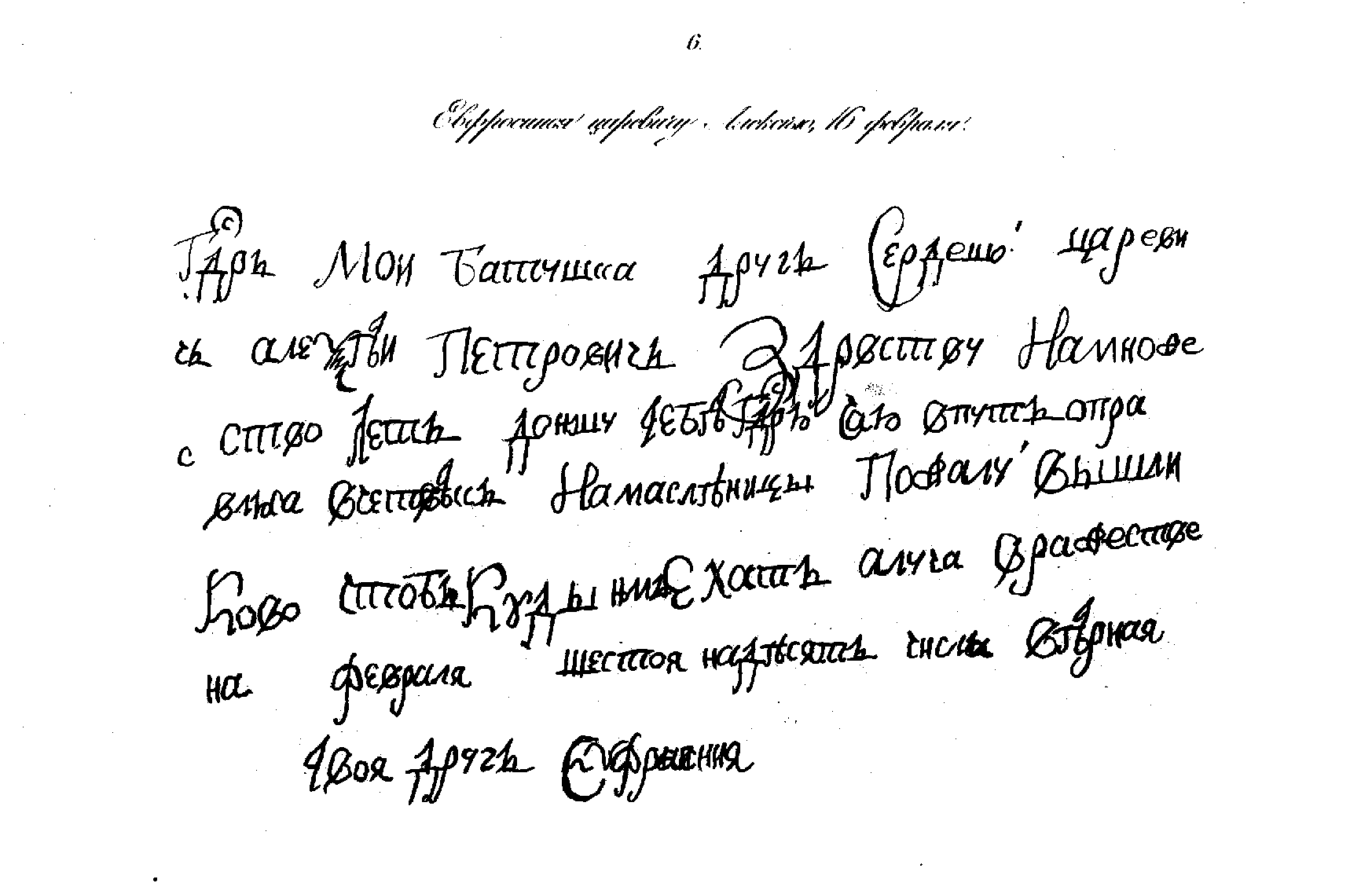
Письмо Ефросиньи к царевичу Алексею

Ефросинья (Евфросинья, Афросинья, Офросинья) Фёдоровна (или Фёдорова) — любовница царевича Алексея, погубившая царевича своими показаниями, крепостная девка его воспитателя Никифора Вяземского, по некоторым указаниям — пленная крещеная финка («чухонка»).

## Биография

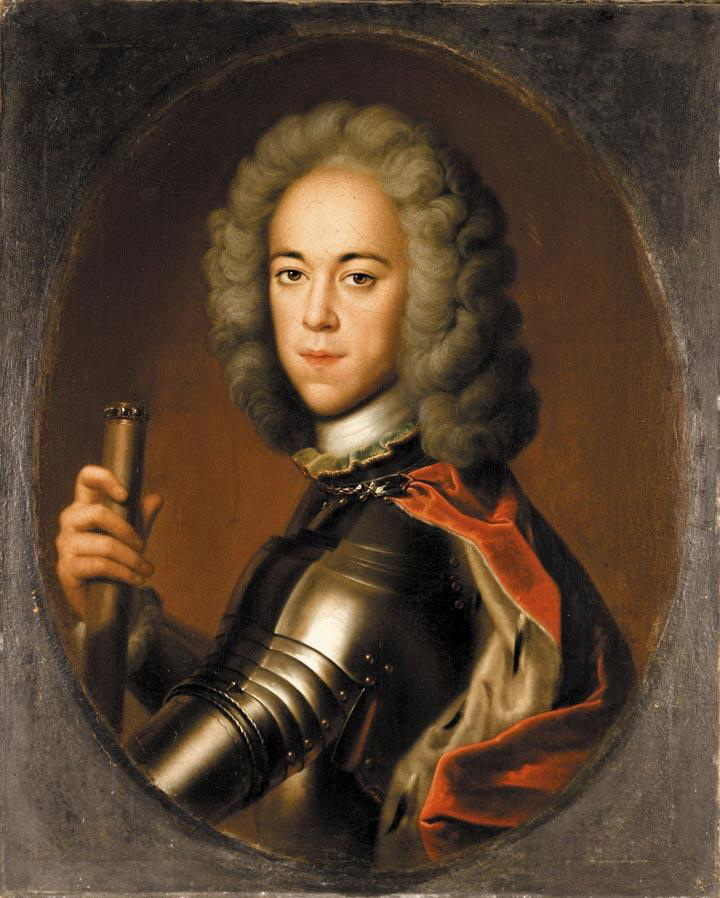
Франке Кристоф Бернард. Портрет царевича Алексея Петровича

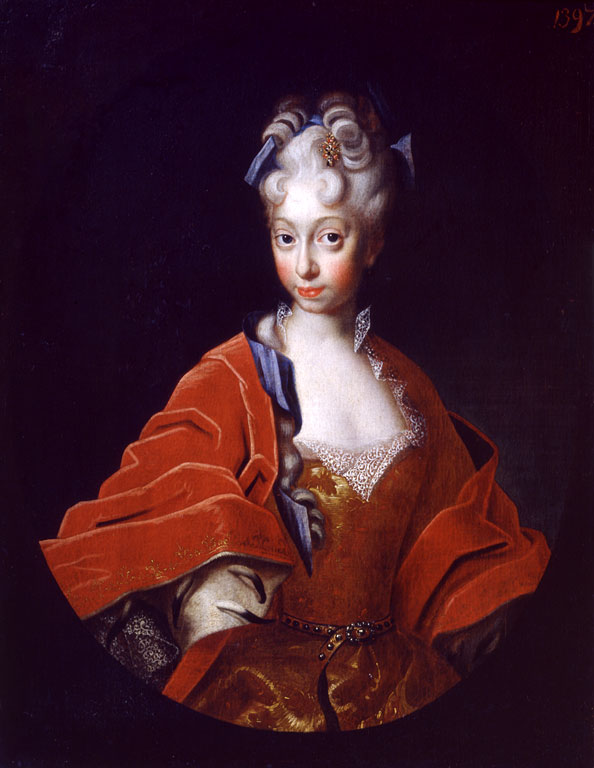
Принцесса Шарлотта

Знакомство царевича с совсем юной Ефросиньей состоялось в 1714 или 1715 году, к этому времени он был уже женат. Династический брак царевича с лютеранкой, организованный ему деспотичным отцом Петром I, оказался несчастливым. Жена царевича Шарлотта Кристина София Брауншвейг-Вольфенбюттельская, к которой он был часто равнодушен, в 1714 году всё же родила своего первого ребёнка — великую княжну Наталью, самого же молодого отца в тот момент не было дома — он пьянствовал в Карлсбаде, а возвратившись, он привёз с собой 14-летнюю крепостную Евфросинью, уступленную ему Вяземским. В ноябре 1715 года Шарлотта умерла от последствий вторых родов (будущего Петра II).
Пётр Толстой рапортовал о Ефросинье:
Нельзя выразить, как царевич любил Ефросинью и какое имел об ней попечение
При своём побеге из России царевич взял с собой любовницу. Из Петербурга Алексей выехал 26 сентября 1716 года. С ним была подросшая Ефросинья, её брат Иван и трое слуг. Указывают, что она путешествовала, переодетая пажом — укрывалась с ним в крепости Эренберг в Тироле, затем в Неаполе. В Вене в мужской одежде её видел вице-канцлер Шёнборн и назвал её petite page (маленький паж). 17 мая 1717 года царевич и Ефросинья были помещены в знаменитом неаполитанском замке Сант-Эльмо с прекрасным видом на Везувий, залив и сам город.
Поддельное письмо Румянцева ошибочно описывает её: «А была та девка росту высокого, собою дюжая, толстогубая, волосом рыжая, и все дивилися, как пришлось царевичу такую скаредную чухонку любить и так постоянно с ней в общении пребывать», — что противоречит указанию Авраама Веселовского, разыскивавшего беглеца в Европе, о том, что «жена его малого роста» и словам графа Шенборна Notre petit page, entre autre, enfin est avoue femelle.(Наш маленький паж, между прочим, наконец-то признается, что он женского пола.)
Алексей и Ефросинья жили в достатке и путешествовали по Европе с удовольствием, посещая достопримечательности и различные увеселения. «Читая письма царевича и Ефросиньи, мы иногда наталкиваемся на слова из их интимного словаря. К примеру, когда Ефросинья пишет из Венеции: „А оперы и комедий не застала, токмо в един от дней на гондоле ездила в церковь с Петром Ивановичем и с Иваном Фёдоровичем (с сопровождающим её Беклемишевым и братом. — С. П.) музыки слушать, больше сего нигде не гуляла …“ — этот текст содержит слова „опера“, „комедия“, „гондола“, в то время, вероятно, ещё не вошедшие в русский язык. Уже их можно назвать словами интимного лексикона. (…) получается, что царевич использует чешский оборот, причём не самый ходовой, редкий. Это предположение покажется невероятным, если одновременно не обратить внимание на то, как загадочно для русского уха Алексей и Ефросинья называют своего будущего младенца — Селебеный. Да ведь это же почти наверняка чешское slibeny — обещанный! Нет, похоже, что в интимный лексикон Алексея и Ефросиньи входят не только итальянские, но и чешские слова. Откуда появилось такое прозвище для будущего младенца? Кто-то пообещал им сына, и обещание, похоже, было сделано на чешском языке. Где это могло случиться? Загадка».

### Возвращение

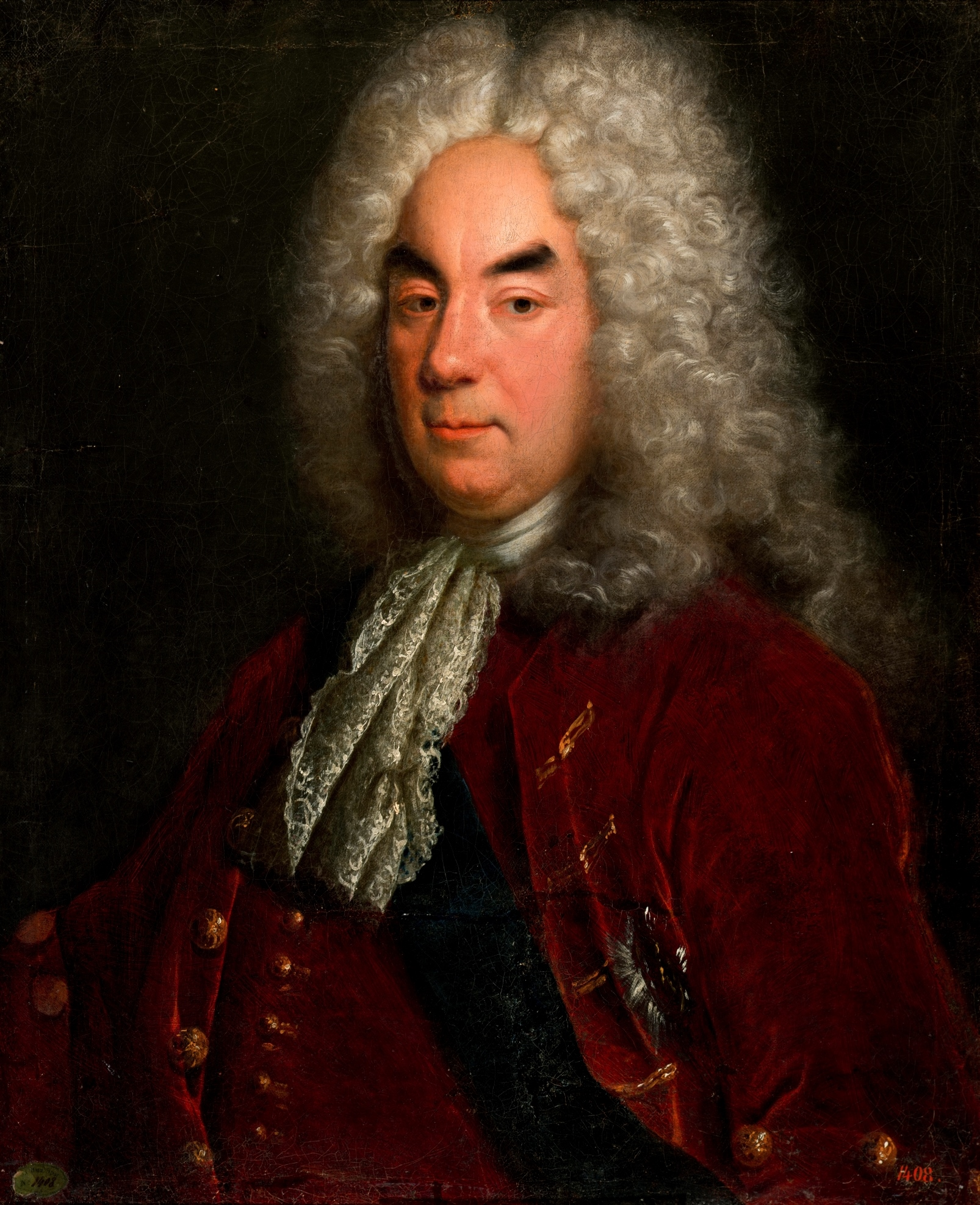
Петр Толстой

Когда после долгих переговоров царевич был готов вернуться на родину, напуганный подкупленным Толстым чиновником вице-короля Неаполя, сообщившим Алексею, что, если он не подчинится воле отца и не вернётся на родину, его разлучат с Ефросиньей («отлучить от него женщину в мужской одежде»), то одним из его требуемых условий было разрешение жениться на беременной возлюбленной. Это и было ему обещано. Указывают, что когда Толстой сказал царевичу, что отец собирает войско и хочет доставать оружием своего сына, то испуганный царевич посоветовался с Ефросиньей, а та сказала, что лучше покориться отцовской воле и просить у отца прощения, что и оказало влияние на принятие решения.
Его вёз Пётр Толстой, которого царевич уговаривал дождаться ехавшую более медленной оказией Евфросинью и разрешить с ней обвенчаться, но Толстой медлил, дождавшись депеши Петра, разрешившего сделать это только на русской земле.
Письмо Петра I:

«Мои господа! Письмо ваше я получил, и что сын мой, поверя моему прощению, с вами действительно уже поехал, что меня зело обрадовало. Что же пишете, что желает жениться на той, которая при нём, и в том весьма ему позволится, когда в наш край приедет, хотя в Риге, или в своих городах, или в Курляндии у племянницы в доме, а чтоб в чужих краях жениться, то больше стыда принесёт. Буде же сомневается, что ему не позволят, и в том может рассудить: когда я ему такую великую вину отпустил, а сего малого дела для чего мне ему не позволить? О чём наперёд сего писал и в том его обнадёжил, что и ныне паки подтверждаю. Также и жить, где похочет, в своих деревнях, в чем накрепко моим словом обнадёжьте его».
Алексей с дороги писал Ефросинье письма, пронизанные любовью и заботой, советовал Ефросинье обращаться к врачам и аптекарям, беспокоился, удобный ли у неё экипаж, тепло ли она одета, посылал ей большие деньги, а потом послал и бабок-повитух, которые могли бы хорошо принять роды.

### Дело царевича Алексея
Евфросинью доставили в Россию примерно в середине апреля (около 20 апреля), когда сам Алексей был уже задержан (его привезли в Москву 31 января 1718 года). Указывают, что примерно через 2 недели после приезда (в конце апреля) должны были состояться её роды, но о них, а также о ребёнке, даже о его поле, нет никаких сведений. Её потребовали к первому допросу только через месяц после приезда, около 12 мая, показания она писала дрожащей рукой, возможно, от болезни. Ребёнок, скореe всего, умер, никаких следов его нет.
К моменту её приезда Алексей отрёкся от престолонаследия, выдал сообщников, был почти прощён и ожидал Евфросинью, чтобы сочетаться с ней браком и поселиться в деревне. Он писал ей: «Батюшка взял меня к себе есть и поступает ко мне милостиво! Дай Боже, чтоб и впредь так же, и чтоб мне дождаться тебя в радости. Слава Богу, что от наследства отлучили, понеже останемся в покое с тобою. Дай Бог благополучно пожить с тобой в деревне, понеже мы с тобой ничего не желали только, чтобы жить в Рождественке; сама ты знаешь, что мне ничего не хочется, только бы с тобою до смерти жить».
Алексей в своих показаниях постарался изобразить себя жертвой своего окружения и свалить на своих приближённых всю вину. Лица, его окружавшие, были казнены — более десяти человек за полтора месяца розыска. Был опубликован манифест ко всему русскому народу, в котором объявлялось об отречении Алексея, а также, в частности о том, что он «взял некую бездельную и работную девку и с оною жил явно беззаконно, оставя свою законную жену, которая потом вскоре и жизнь свою скончала, хотя и от болезни, однако ж не без мнения, что и сокрушение от непорядочного его жития с нею много к тому вспомогло».
В числе пострадавших был попавший в опалу сенатор Василий Долгорукий, который всего-навсего допустил неосторожные остроты и реплики типа: «Вот дурак! Поверил, что отец посулил ему жениться на Афросинье! Жоль ему, а не женитьбы! Чорт его несет: все его обманывают нарочно!»
Но Ефросинья, которую по приезде допросили для порядка, дала исчерпывающие показания, изобличившие Алексея во лжи. В частности, выяснилось, что Алексей был готов для захвата власти использовать австрийскую армию и намеревался при удобном случае возглавить мятеж русских войск. На очной ставке Алексей подтвердил показания Ефросиньи. «Её доставили в Петропавловскую крепость и допросили. Женщина не могла сообщить ничего нового, но она так смешивала вымысел и правду, что Пётр мог увидеть в этом доказательство заговора. Алексей был заключён в Петропавловскую крепость. Очная ставка Евфросиньи с Алексеем привела к краху царевича».
Согласно её показаниям, он говорил следующее:

«Писал царевич письма по-русски к архиреям и по-немецки в Вену, жалуясь на отца. Говорил царевич, что в русских войсках бунт и что это его весьма радует. Радовался всякий раз, когда слышал о смуте в России. Узнав, что младший царевич болен, благодарил Бога за милость сию к нему, Алексею. Говорил, что «старых» всех переведёт и изберёт «новых» по своей воле. Что когда будет государем, то жить станет в Москве, а Петербург оставит простым городом, кораблей держать не станет вовсе, а войско — только для обороны, ибо войны ни с кем не желает. Мечтал, что, может, отец его умрёт, тогда будет смута великая, ибо одни станут за Алексея, а другие — за Петрушу-шишечку, а мачеха глупа зело, чтобы со смутой справиться…»
«Да он же, царевич, говаривал: когда он будет государем, и тогда будет жить в Москве, а Питербурх оставит простой город; также и корабли оставит и держать их не будет; а войска-де станет держать только для обороны, а войны иметь ни с кем не хотел, а хотел довольствоваться старым владением, и намерен был жить зиму в Москве, а лето в Ярославле; и когда слыхал о каких видениях или читал в курантах, что в Питербурхе тихо и спокойно, говаривал, что видение и тишина недаром».

«Может быть, либо отец мой умрет, либо бунт будет: отец мой, не знаю, за што меня не любит, и хочет наследником учинить брата моего, он еще младенец, и надеется отец мой, что жена его, а моя мачеха, умна; и когда, учинив сие, умрет, то-де будет бабье царство. И добра не будет, а будет смятение: иные станут за брата, а иные за меня… Я, когда стану царем, то старых всех переведу, а наберу себе новых по своей воле…»

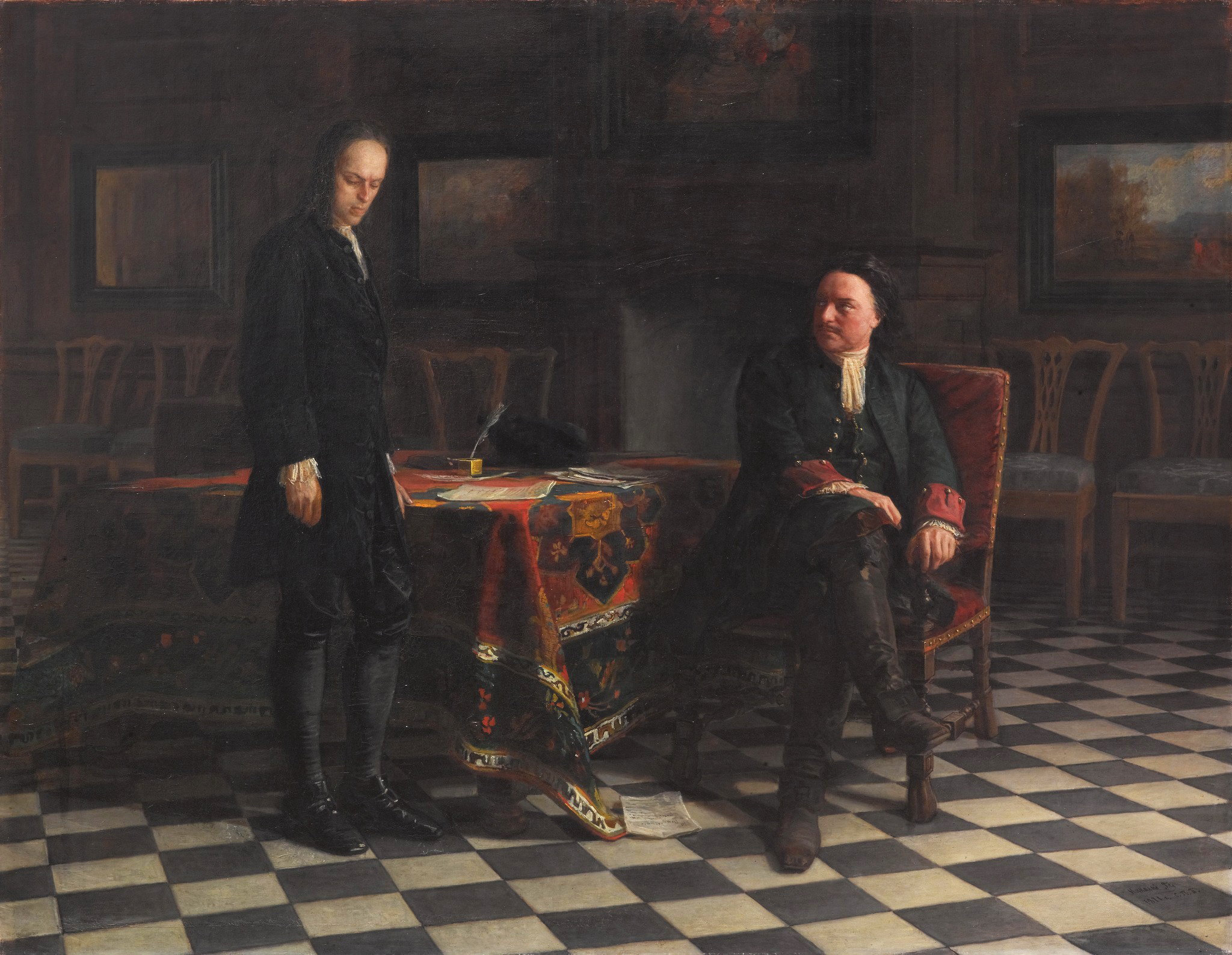
Пётр I допрашивает царевича Алексея в Петергофе. Н. Н. Ге, 1871

Она показала также, что царевич хотел бежать в Рим к папе, но она его удержала. Сейчас трудно установить в полной мере достоверность этих показаний. Хотя пытки на этом этапе следствия не применялись, Ефросинья могла быть подкуплена, а Алексей мог давать ложные показания из страха применения пыток. Однако в тех случаях, когда показания Ефросиньи можно проверить из независимых источников, они подтверждаются (например, Ефросинья сообщила о письмах, которые Алексей писал в Россию, готовя почву для прихода к власти — одно такое письмо (неотправленное) было найдено в архиве Вены).
На очной ставке царевич сначала запирался, а Ефросинья уличала его, повторяя свои письменные показания. Позже он подтвердил её слова.
После этих показаний царевич Алексей умер, предположительно, тайно убит — 24 июня ему был подписан смертный приговор светским судом, 26 июня он умер.

### Судьба Ефросиньи
Ефросинья была полностью оправдана. Также указывают, что её не пытали, а Пётр выказывал ей свои симпатии.
Из царской резолюции на докладной выписке о колодниках 5 июля: «Девку Афросинью отдать коменданту в дом, и чтоб она жила у него, и куды похочет ехать, отпускал бы её со своими людьми» (по этому же документу начали пытать Марию Гамильтон). 10 сентября и 3 ноября, спустя несколько месяцев после смерти царевича, при разборе его багажа многие из найденных в нём женских вещей (некоторые весьма ценные) были отосланы по приказу императрицы Екатерины к Ефросинье как принадлежащие ей.
Существуют две версии о её дальнейшей судьбе:
- По свидетельству Миллера, она вышла замуж за офицера Санкт-Петербургского гарнизона.
- По поддельному письму Румянцева от 27 июля («Девке Евфросинье за правое сказание по царскому милосердию живот дарован и в монастырь на вечное покаяние отослана»), Пётр приказал её постричь в монахини, но это противоречит датам на документах, в первую очередь указанным выше ведомостям об отдаче ей имущества и выписке докладной о колодниках[1].

По некоторым предположениям, с самого начала она была приставлена к царевичу как «агент» Александра Меншикова. Также есть версия, что Толстой, ещё будучи в Италии, склонил её помочь ему вернуть царевича, клятвенно обещая, что выдаст её замуж за своего младшего сына и даст им тысячу душ в приданое, если она уговорит Алексея вернуться домой.
В журнале Тайной канцелярии сохранилась запись именного указа Петра I: «Девке Офросинье на приданое выдать своего государева жалованья в приказ три тысячи рублев из взятых денег блаженные памяти царевича Алексея Петровича». Это самая большая денежная награда в истории сыска.

## В искусстве
- М. А. Булгаков — опера «Пётр Великий»
- Д. С. Мережковский — пьеса «Царевич Алексей» (1920)
- Ф. Н. Горенштейн — пьеса «Детоубийца» (1985)

Киновоплощения: 
- Фаина Шевченко в фильме «Царевич Алексей» (1918),
- Ирина Зарубина во второй серии фильма «Пётр Первый» (1938),
- Любовь Германова в фильме «Пётр Великий» (1986),
- Екатерина Кулакова в фильме «Царевич Алексей» (1997).